# Инфразвуковое оружие
Инфразвуковое оружие — оружие, использующее в качестве поражающего средства достаточно сильный инфразвук (частотный диапазон ниже порога восприятия человеческого уха). В зависимости от силы инфразвукового воздействия результаты могут быть от возникновения у объекта чувства страха, ужаса или паники и психозов на их почве до соматических расстройств (от расстройств зрения до повреждения внутренних органов).
Оружием, работающем именно в инфразвуковом частотном диапазоне, являются устройства акустического воздействия на биологические объекты «Шепот», вмонтированные в щиты полицейских и бойцов Росгвардии, предназначенные для разгона демонстраций «путем дистанционного формирования инфранизкочастотных колебаний».

## Принцип действия
Эксперименты с моделями австрийского исследователя Циппермайера показали разрушение досок на расстоянии в несколько метров. Исследования НАСА выявили, что звуковые колебания с частотой 18 герц, производимые двигателями ракеты, воздействуют на глазные яблоки, вызывая у астронавтов расстройства зрения, а исследователь Вик Тэнди обнаружил, что инфразвук с частотой около 19 герц имеет ряд физиологических эффектов, включая чувство страха, дрожь и оптические иллюзии, вызванные резонансом глазных яблок.
Сотрудники конструкторского бюро, расположенного недалеко от полигона, на котором испытывались реактивные двигатели для самолета «Конкорд», постоянно чувствовали недомогание. Расследование показало, что во время испытаний двигателей в помещении наблюдался очень высокий уровень интенсивности инфразвука. Те необычные симптомы, которые возникали у людей, были обусловлены сверхнизкочастотными компонентами звука, присутствовавшими в спектре шумов реактивного двигателя.
Инфразвуковое оружие может также вызывать у людей паническое состояние, потерю контроля над собой и непреодолимое желание укрыться от источника поражения. Определённые частоты могут воздействовать на среднее ухо, вызывая вибрации, которые в свою очередь, становятся причиной ощущений сродни тем, какие бывают при укачивании, морской болезни. Дальность его действия определяется излучаемой мощностью, значением несущей частоты, шириной диаграммы направленности и условиями распространения акустических колебаний в реальной среде.
Преобразование электрической энергии в звуковую низкой частоты происходит при помощи пьезоэлектрических кристаллов, форма которых изменяется под воздействием электрического тока. На совещании с постоянными членами Совета безопасности РФ Дмитрий Медведев сообщил о том, что в войнах уже ближайшего будущего будет широко применяться инфразвуковое оружие.